# Gerhard Sevenster

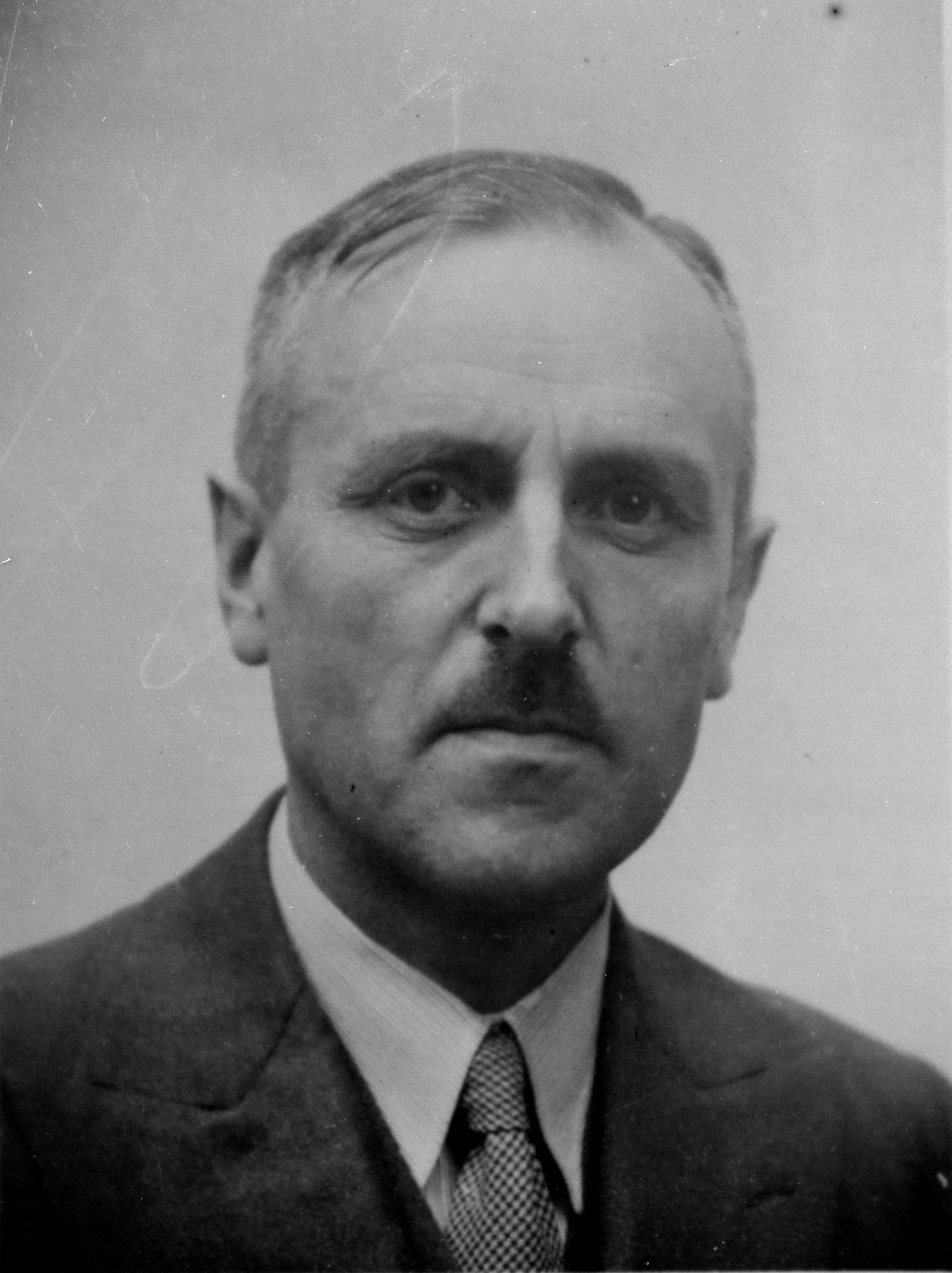
Gerhard Sevenster

Gerhard Sevenster (* 13. November 1895 in Beets; † 10. August 1985 in Wassenaar) war ein niederländischer reformierter Theologe und Kirchenhistoriker. 

## Leben
Gerhard war der Sohn des Pfarrers Jan Sevenster (* 23. September 1869 in Schingen; † 2. Januar 1949 in Epe) und dessen Frau Johanna Wilhelmina Adolphina Bogtstra (* 14. November 1871 in Stiens; † 17. Februar 1934 in Hogebeintum). Nach dem Besuch des Gymnasiums in Leeuwarden, absolvierte er ab 1915 ein Studium der Theologie an der Universität Leiden. Nachdem er 1920 sein Kandidatenexamen bestanden hatte, wurde er am 6. Februar 1921 reformierter Pfarrer in Anloo, im April 1923 Pfarrer in Hoorn, am 10. Juni 1928 Pfarrer in Purmerend und am 28. September 1930 Pfarrer in Boxum. Am 10. Juli 1929 hatte er in Leiden unter Hans Ludwig Windisch mit dem Thema Ethiek en eschatologie in de synoptische Evangeliën. Een studie over het typische in Jezus' zedeleer (deutsch: Ethik und Eschatologie in den synoptischen Evangelien. Eine Studie über das typische in Jesus Sittenlehre.) zum Doktor der Theologie promoviert. 
Während seiner Pfarrerphase hatte Sevenster Artikel in der Nieuw Theologisch Tijdschrift und De Smidse verfasst, zudem wirkte als Lehrer für Hebräisch am Gymnasium in Leeuwarden. Am 8. Juni 1933 wurde er auf die Professur der Theologie und reformierten Kirchengeschichte an der Universität Leiden berufen, welche Aufgabe er am 20. Oktober 1933 mit der Einführungsrede De liefdeprediking in evangelie en Humanisme (deutsch: Die Liebespredigt im Evangelium und Humanismus) antrat. Am 23. Oktober 1953 wechselte er auf die Professur des neuen Testaments und der altchristlichen Literatur. Im Akademiejahr 1961/62 wurde er Rektor der Alma Mater, wozu er zum 387. Universitätsjubiläum am 8. Februar 1962 die Rektoratsrede De verwachting van een nabij koninkrijk in het Nieuwe Testament (deutsch: Die Erwartung von einem nahen Reich im neuen Testament) hielt. Seine Laufbahn beendete er am 31. Mai 1966 mit seiner Abschiedsrede De eenheid van de kerk in het Nieuwe Testament (deutsch: Die Einheit der Kirche im neuen Testament) und wurde am 16. Juni 1966 emeritiert. 

## Familie
Gerhard Seventer verheiratete sich am 28. Januar 1921 in Leeuwarden mit Catharina de Buck (* 6. August 1895 in Oostkapelle; † 18. Juli 1981 in Leiden), die Tochter des Pieter de Buck (* 23. November 1866 in Koudekerke; † 3. Juni 1920 in Leeuwarden) und dessen Frau Johanna Catharina Agatha Vermaas (* 29. März 1876 in Gapinge; † 12. August 1952 in Hilversum). Aus der Ehe stammen vier Kinder. Von diesen kennt man:
- Jan Sevenster (* 31. Dezember 1921 in Anloo; † 26. Dezember 1943 in Apeldoorn) Student der Theologie
- Johanna Catharina Agatha Sevenster (* 16. Februar 1923 in Anloo) Oberschwester
- Pieter Sevenster (* 2. Mai 1924 in Hoorn; † 19. Januar 2014 in Oegstgeest) Professor der Ethologie an der Universität Leiden, verh. mit Anna Catharina Angela Bol (* 17. Juni 1931 in Tandjung Pandang; † 5. Mai 2000 in Warmond)
- Abraham Sevenster (* 2. Dezember 1928 in Purmerend; † 20. Dezember 2015 in Leiden) Lehrer, verh. am 7. Mai 1960 in Oosterbeek mit Aleid Hedwig Hermine Blink (* 9. Oktober 1935 in Wassenaar)

## Werke (Auswahl)
- Ethiek en eschatologie in de synoptische Evangeliën. Een studie over het typische in Jezus' zedeleer. Leiden 1929
- De liefdeprediking in Evangelie en Humanisme. Assen 1933
- De christologie van het Nieuwe Testament. Amsterdam 1946, 1948
- Twijfel en geloof. Amsterdam 1950
- De verwachting van een nabij koninkrijk in het Nieuwe Testament. Leiden 1962
- Joodse geleerden over het Nieuwe Testament. Den Haag 1968